# Línea 100 (Montevideo)
La línea 100 es una línea urbana de Montevideo que une la Plaza España con el barrio Villa Farré. Su destino de ida es Villa Farré y el de regreso Plaza España.

## Características

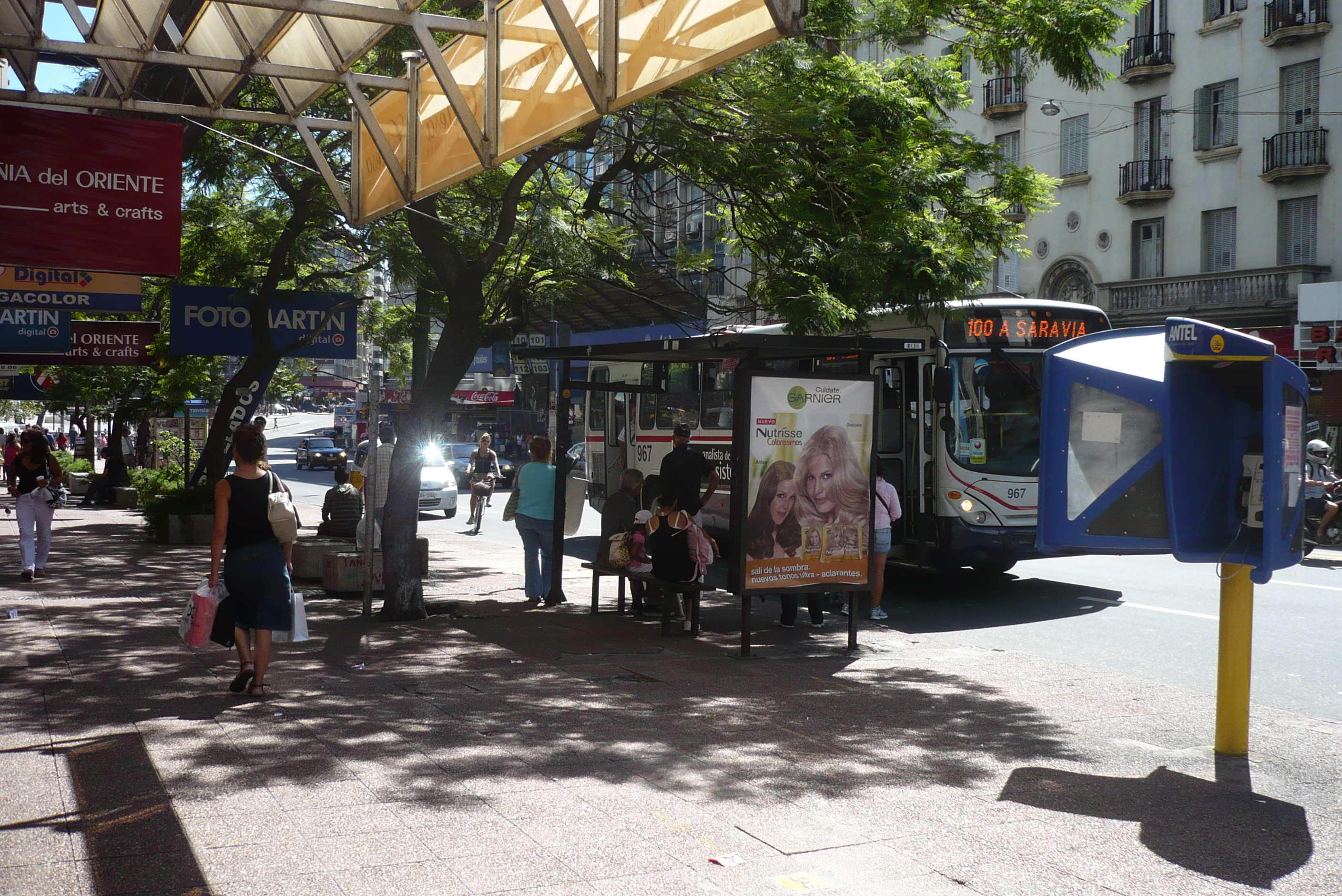
Línea 100 con su antiguo destino hacia Aparicio Saravia.

Hasta el año 2019, la línea 100 poseía dos ramales, el ramal rojo con destino hacia Villa Farré (mediante circuito), y el ramal negro con destino en Aparicio Saravia y Leonardo Da Vinci en Punta de Rieles. En 2019, mediante resolución de la Intendencia de Montevideo, el ramal con destino hacia Aparicio Saravia fue suprimido, por lo cual se amplió la frecuencia Plaza España - Villa Farré quedando como único ramal. En 2022 comenzó a operar la línea L9 la cual en la ida tiene un recorrido muy similar al desaparecido ramal hacia Aparicio Saravia. Mientras que en su retorno, el recorrido es a la inversa.
Cuenta también con destinos intermedios (los cuales funcionan con mayor frecuencia los fines de semana), como Luis Alberto de Herrera (de ida) y el Intercambiador Belloni (de regreso).

## Recorridos
En ambos sentidos circula por los barrios Centro, Cordón, Unión, Curva de Maroñas, Flor de Maroñas, Jardines del Hipódromo, Bella Italia y Punta de Rieles.

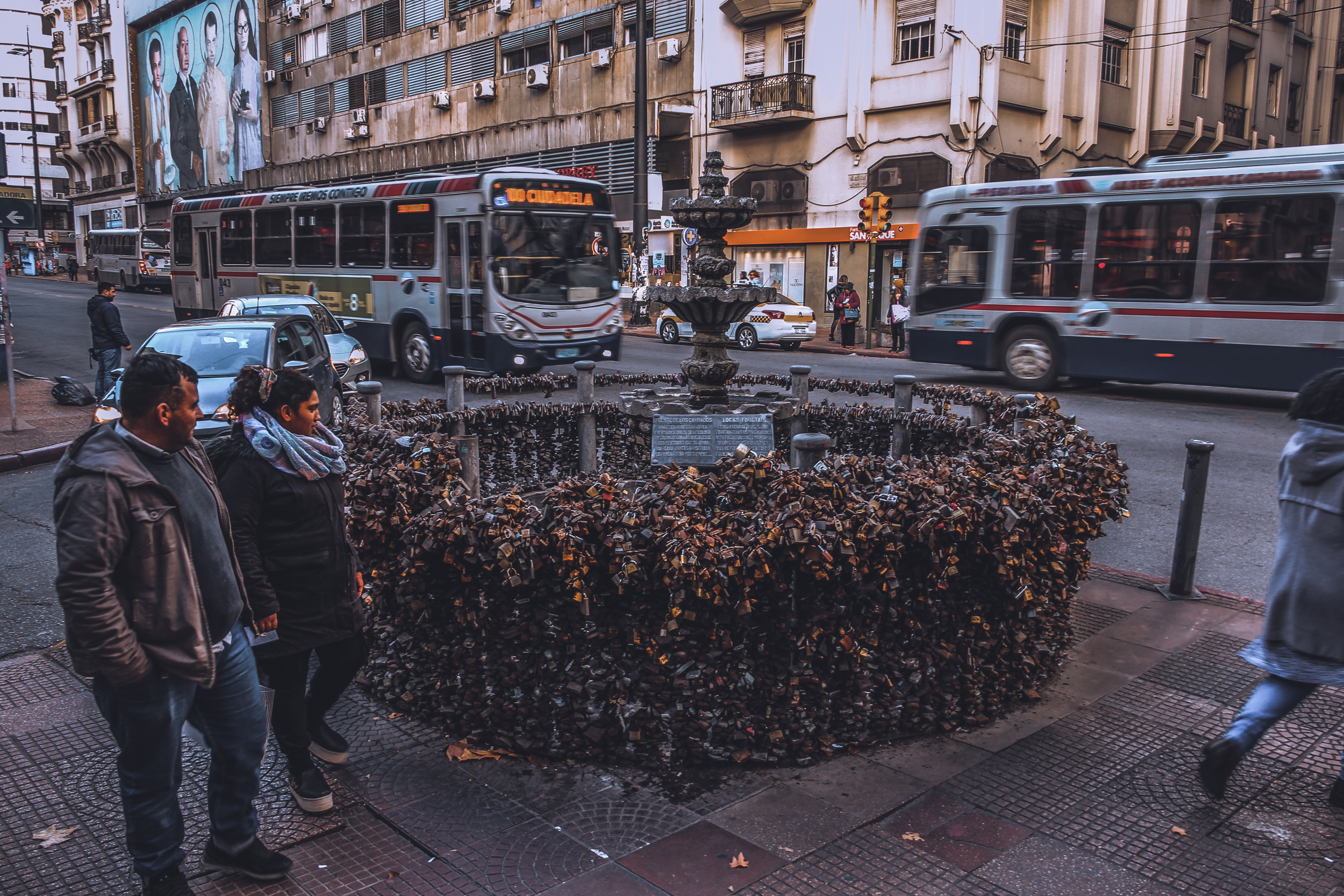
Circulando por la Avenida 18 de Julio.

| Ida - Plaza España - Camacuá - Brecha - Buenos Aires - Plaza Independencia - Avenida 18 de Julio - Avenida 8 de Octubre - Andén 5 (Intercambiador Belloni) - Camino Maldonado - Libia - Malinas - Novara - Avenida Acrópolis - Bulevar Aparicio Saravia - Rafael - Milán - Cicerón - Florencia - Bulevar Aparicio Saravia - Luis Caviglia - Leandro Gómez (Villa Farré) | Vuelta - Leandro Gómez - Ruta 8 - Leonardo Da Vinci - Bulevar Aparicio Saravia - Florencia - Cicerón - Milán - Rafael - Bulevar Aparicio Saravia - Avenida Acrópolis - Novara - Rafael - Camino Maldonado - Andén 8 (Intercambiador Belloni) - Avenida 8 de Octubre - Avenida 18 de Julio - Plaza Independencia - Juncal - Liniers - Ciudadela - Camacuá - Plaza España |

## Primeras y últimas salidas
| Línea 100                         | Días hábiles | Sábados | Domingos y festivos |
| --------------------------------- | ------------ | ------- | ------------------- |
| Primera salida desde Plaza España | 06:11        | 05:19   | 04:53               |
| Última salida desde Plaza España  | 23:58        | 23:54   | 23:56               |
| Primera salida desde Villa Farré  | 04:44        | 04:58   | 05:07               |
| Última salida desde Villa Farré   | 00:48        | 00:47   | 00:46               |

Nota: En vigencia desde el 03/05/2022.